# Windthorst (Texas)
Windthorst es un pueblo ubicado en el condado de Archer en el estado estadounidense de Texas. En el Censo de 2010 tenía una población de 409 habitantes y una densidad poblacional de 61,59 personas por km².

## Geografía
Windthorst se encuentra ubicado en las coordenadas 33°34′37″N 98°26′6″O / 33.57694, -98.43500. Según la Oficina del Censo de los Estados Unidos, Windthorst tiene una superficie total de 6.64 km², de la cual 6.49 km² corresponden a tierra firme y (2.34%) 0.16 km² es agua.

## Demografía
Según el censo de 2010, había 409 personas residiendo en Windthorst. La densidad de población era de 61,59 hab./km². De los 409 habitantes, Windthorst estaba compuesto por el 83.13% blancos, el 0% eran afroamericanos, el 0% eran amerindios, el 0% eran asiáticos, el 0% eran isleños del Pacífico, el 12.96% eran de otras razas y el 3.91% pertenecían a dos o más razas. Del total de la población el 26.16% eran hispanos o latinos de cualquier raza.